# Пальцев Георгій Миколайович
Георгій Миколайович Пальцев (6 травня 1906, село Мартиновське Московської губернії, тепер Ступинського району Московськоъ областы, Російська Федерація — 6 листопада 1964, місто Москва) — радянський діяч, голова Московського облвиконкому, 1-й секретар Івановського і Владимирського обкомів ВКП(б). Депутат Верховної Ради СРСР 1—2-го скликань (1940—1950). Кандидат у члени ЦК ВКП(б) (1939—1947).

## Біографія
Народився в селянській родині.
У 1924—1928 роках — секретар осередку, секретар волосного комітету комсомолу (ВЛКСМ), завідувач агітаційно-пропагандистського відділу Бронницького повітового комітету ВЛКСМ Московської губернії.
Член ВКП(б) з 1927 року.
У 1929 році — завідувач агітаційного відділу виконавчого комітету Бронницької повітової ради Московської губернії.
Потім — секретар осередку ВЛКСМ, голова фабричного комітету фабрики «Червоний Прапор» Московської області. До 1932 року — секретар комітету ВКП(б) фабрики «Червоний Прапор» Московської області.
У 1932—1935 роках — секретар комітету ВКП(б) Яхромської ткацько-прядильної фабрики Московської області.
У 1935 — грудні 1938 року — 2-й секретар, 1-й секретар Раменського районного комітету ВКП(б) Московської області.
11 грудня 1938 — 8 січня 1940 року — голова виконавчого комітету Московської обласної ради депутатів трудящих.
11 січня 1940 — серпень 1944 року — 1-й секретар Івановського обласного комітету ВКП(б).
У серпні 1944 — січні 1947 року — 1-й секретар Владимирського обласного комітету ВКП(б).
З квітня 1947 року — директор Яхромської ткацько-прядильної фабрики Московської області, потім був на іншій господарській роботі.
Помер 6 листопада 1964 року в Москві. Похований на Новодівочому цвинтарі Москви.

## Нагороди
- два ордени Леніна
- орден Трудового Червоного Прапора
- орден Вітчизняної війни І ст.
- медалі